# Herb Ursusa
Herb Ursusa − jeden z symboli dzielnicy Ursus w Warszawie w postaci herbu.

## Wygląd i symbolika

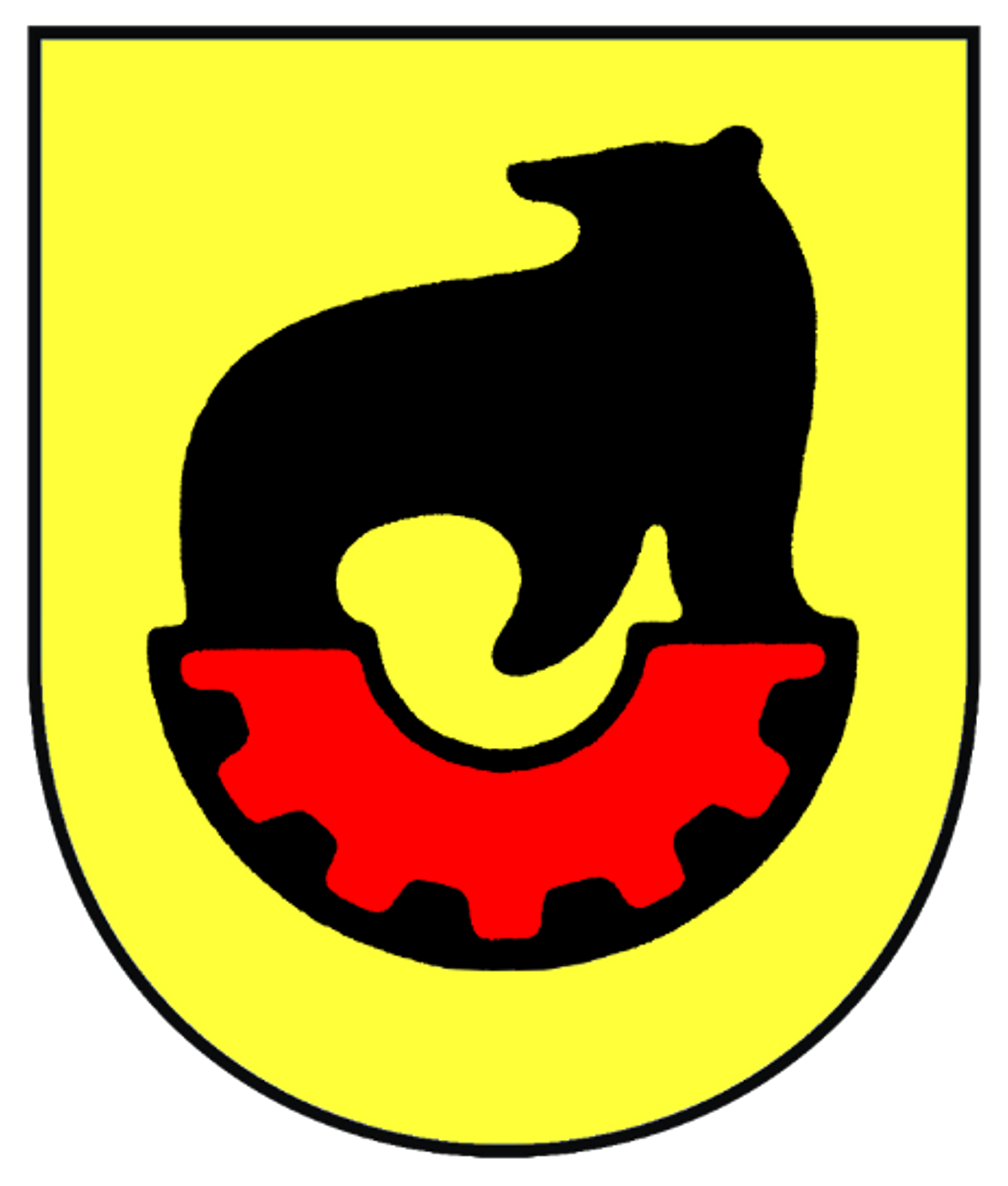
Poprzedni herb Ursusa obowiązujący w latach 1970–77 i 93–96, według projektu Jerzego Cherki.

W polu zielonym niedźwiedź brunatny ze złotą okszą na lewym barku, kroczący na tylnych łapach.   
Niedźwiedź jest nawiązaniem do fabryki Ursus, co po łacinie znaczy niedźwiedź, który miał być symbolem potęgi i siły produktów fabryki. Postawa bojowa niedźwiedzia oznacza nieustępliwość w obliczu nieprzyjaciela i wrogość.   
Złota oksza nawiązuje do herbu rodowego Czechowskich, którzy byli właścicielami wsi Czechowice w XVI wieku. Oksza jest symbolem obrony, sprawiedliwości i niezłomności woli.  
Herb został przyjęty przez Radę Dzielnicy Ursus 14 marca 1997 roku. 